# Allée couverte de Pinterville
L’allée couverte de Pinterville est une sépulture mégalithique découverte en 1942 sur la commune de Pinterville dans le département de l’Eure en France. 

## Localisation
La sépulture est située sur la rive droite de la vallée de l’Eure dans un lieu-dit appelé Vallon du Parc.

## Description
C’est une allée couverte de 10 m de long orientée nord-sud avec son entrée au sud, le vestibule étant séparé de la chambre funéraire par une dalle échancrée.

## Histoire

### Datation du monument
D’après l’examen du mobilier retrouvé, les archéologues situent le monument dans le Néolithique récent correspondant à la culture Seine-Oise-Marne. Il n’a été découvert qu’en 1942 lors du creusement d’une tranchée par les troupes allemandes. Il est classé au titre des monuments historiques par arrêté du 6 octobre 1947.

### Restes humains
Les restes osseux de 25 à 50 individus y ont été retrouvés. Les corps étaient placés au niveau du pavage de la chambre funéraire, allongés « dans le sens de la longueur de l’allée, les pieds au nord, la tête au sud et probablement couchés sur le dos ». L’examen des restes crâniens au Laboratoire d’anthropologie du musée de l'Homme a permis d’estimer le nombre d’individus inhumés à 18 adultes et 7 enfants, sachant que des squelettes ayant été détruits lors de la trouvaille, cette estimation est minimale. Sur les 18 adultes, 14 étaient des sujets masculins majoritairement très jeunes puisque sur les 11 dont on a pu estimer l’âge, 3 avaient entre 20 et 25 ans, 6 entre 25 et 40 ans, un individu approchait la cinquantaine et un vieillard avait plus de 60 ans. Sur les 3 crânes féminins identifiés, 2 avaient entre 20 et 25 ans pendant que la troisième approchait la trentaine. Quant aux enfants, ils avaient entre 2 et 6 ans à l’exception d’un adolescent de 15 ans. S’ils avaient une apparence moyennement robuste, leur taille moyenne était inférieure à celle des autres populations néolithiques puisqu’elle était de 1,58 m pour les hommes et 1,48 m pour les femmes.
Comme il est d’usage chez les hommes du néolithique, les dents sont petites et fortement abrasées : le bord tranchant des incisives et des canines disparaît pour faire place à une zone de contact presque horizontale ; la table d’usure des prémolaires et des molaires se creuse profondément avec apparition de l’ivoire. Les dents de sagesse sont presque toujours présentes ou en cours d’éruption. Mais la dentition dans l’ensemble est remarquablement saine. Les dents cariées sont rares et ne sont jamais gravement atteintes.

### Mobilier
Un riche mobilier néolithique a été retrouvé dans la sépulture :
- Deux vases de l’âge du bronze ou du début de l’âge du fer découverts au sommet et à l'entrée du caveau ;
- Une pointe de javelot en silex taillé ;
- Un fragment de palette en céramique ;
- Cinq poinçons en os poli ;
- Une hache polie en roche verte ;
- Une pierre verte polie ;
- Une défense de suidae ;
- Une dent de renard perforée ;
- Cinq grosses pierres percées ;
- Un gros os long percé ;
- Un os de gros ruminant percé ;
- Un cylindre percé en ivoire ;
- deux grosses perles translucides ;
- une perle en céramique rougeâtre ;
- quatre coquillages fossiles percés ;
- deux os percés à ailettes ;
- quinze perles en os en barillet ;
- 85 petites perles plates en os ;
- 168 petites perles plates en nacre ;
- 257 petites perles plates en jais[3].